# Геоморфологічний цикл
Геоморфологічний цикл, цикл ерозії, географічний цикл (рос. цикл геоморфологический; англ. geomorphological cycle; нім. geomorphologischer Zyklus m) — хід послідовних змін рельєфу якої-небудь ділянки земної поверхні починаючи від стадії тектонічного підняття над рівнем Світового океану, наступної денудації, яка протікає під впливом того чи іншого екзогенного фактора, і закінчуючи зниженням і вирівнюванням рельєфу з утворенням пенеплену на рівні близькому до вихідного (початкового).
Залежно від кліматичних умов і провідного фактора денудації розрізняють:
- нормальний (водно-ерозійний),
- гляціальний (льодовиковий),
- аридний (еоловий),
- морський (береговий),
- карстовий та ін. цикли.

У кожному циклі виділяють стадії молодості (юності), зрілості, старості та дряхлості рельєфу, які відрізняються своїми морфологічними особливостями. При одному й тому ж поєднанні екзогенних факторів розвиток рельєфу протікає неоднаково залежно від геологічної будови даної ділянки земної кори. Тектонічні рухи і зміна географічної обстановки можуть порушувати нормальне протікання циклу.